# Mass Sarr
Mass Sarr Junior (Monrovia, 6. veljače 1973.) je bivši liberijski nogometaš.

## Karijera
Karijeru je započeo 1988. godine u višestrukom prvaku Liberije Mighty Barolle iz Monorovije. Kao talentirani igrač 1990. dolazi u AS Monaco, ali već iduće godine odlazi u Stade Athletique Epinal. Ni tu se nije trajnije zadržao, pa 1992. dolazi Olympique Ales za koji je u naredne tri godine odigrao 84 utakmice i pritom postigao 23 zgoditka. 1995. godine dolazi u splitski Hajduk. Do 1998. kada prelazi u Reading F.C. za Hajduk je odigrao 59 utakmica i postigao 17 zgoditaka. Za Reading je igrao do 2000. godine kada prelazi u Sydney Olympic. Godine 2001. prelazi u malezijski klub Selangor FA. U istome klubu 2004. godine okončava karijeru.
Mass Sarr je 79 puta igrao za reprezentaciju svoje zemlje te postigao četiri zgoditka. 1996. i 2002. je nastupio s reprezentacijom na Afričkom kupu nacija.
Nakon nogometne karijere bavi se trenerskim poslom uglavnom u mlađim uzrasnim kategorijama.

## Vanjske poveznice
- Profil na www.national-football-teams.com